# (38680) 2000 QM2
2000 QM2 (asteroide 38680) é um asteroide da cintura principal. Possui uma excentricidade de 0.18440290 e uma inclinação de 5.91586º.
Este asteroide foi descoberto no dia 24 de agosto de 2000 por LINEAR em Socorro.